# 21 př. n. l.
Rok 21 př. n. l. byl podle juliánského kalendáře pravděpodobně nepřestupný rok, který započal pondělím, úterým či středou, nebo přestupný rok začínající úterým (zdroje se výrazně liší). 
Podle židovského kalendáře došlo k přelomu let 3740 a 3741. 

## Události
Marcus Vipsanius Agrippa se rozvedl s Klaudií Marcellou a oženil se s Julií starší, dcerou římského císaře Augusta.

## Narození
- Quintus Naevius Sutorius Macro, prefekt pretoriánské gardy za císařů Tiberia a Caliguly († 38)

## Hlavy států
- Římské impérium – Augustus (27 př. n. l. – 14)
- Parthská říše – Fraatés IV. (38 – 2 př. n. l.)
- Arménské království – Artaxias II. (33 – 20 př. n. l.)
- Ibérské království – Mirian II. (30 – 20 př. n. l.)
- Čína – Čcheng-ti (dynastie Západní Chan)